# Sinapsis
Sinapsis je proces koji obično prethodi genskoj rekombinaciji. U tom se procesu uparuju homologni kromosomi. Tada homologni kromosomi (oni koji potječu od različitih roditelja) udružuju se i stvaraju parove - bivalente.
Zbiva se u profazi I mejoze, u zigotenu, a u mitozi ga uopće nema.
Zbog uzdužnog spajanja kromatida, omogućen je crossing over.

Kromatide spaja jedna struktura slična patent-zatvaraču koju nazivamo sinaptički kompleks (SK), a sastoji se od bjelančevina i RNK. Zbog toga što su se kromosomi prethodno udvostručili, svaki par se sastoji od četiri kromatide (bivalente ili tetrade).
Sinapsis nije isto što i sinapsa.

## Vanjske poveznice
- UC Berkeley video of chromosome end migration and match assessment during prophase (eng.)